# Mar'i Grayson
Nightstar (in italiano: Stella Notturna) ovvero Mar'i Grayson è un personaggio dei fumetti pubblicato dalla DC Comics.
È la figlia di Starfire (Koriand'r) e Nightwing (Dick Grayson) in un universo alternativo. Il suo nome da supereroina è una fusione tra i nomi dei genitori (Nightwing, Starfire), ma la sua identità civile è quella di Mar'i Grayson.
È una ragazza dagli occhi verdi come quelli della madre e i capelli neri come quelli del padre. All'inizio indosserà una tuta da super-eroe molto simile a quella del padre, Nightwing, ma crescendo indosserà abiti sempre più simili a quelli della madre, Starfire, facendo delle aggiunte. 

## Poteri e abilità
Mar'i come sua madre Koriand'r, possiede la capacità di assorbire ogni linguaggio per contatto fisico, che sia un bacio o una stretta di mano. Inoltre possiede il potere di volare, un alto grado di superforza, alta resistenza ai danni, e il potere di lanciare devastanti raggi di energia dalle mani e dagli occhi.
Mar'i avendo avuto sin dall'infanzia diversi maestri in svariati campi, è potuta diventare anche estremamente abile anche senza utilizzare i suoi poteri.
Essendo figlia di Dick Grayson, è stata allenata da suo padre nelle arti marziali e nelle armi bianche diventando una grande esperta nel combattimento corpo a corpo.
Oltretutto grazie agli insegnamenti di suo nonno Bruce Wayne (Batman), è diventata intellettualmente una grande scienziata (è cultrice in svariati campi della scienza, in particolare le scienze forensi, l'anatomia, la psicologia, la fisica, l'elettronica, la chimica e la biologia), ed è anche un'esperta detective.
Con l'aiuto di suo zio Tim Drake è diventata anche un'ottima meccanica, e con gli insegnamenti dello zio Jason Todd anche un'ottima criminologa.
Con gli insegnamenti di Barbara Gordon, Mar'i è diventata anche un'eccezionale informatica.